# Podu Turcului
Podu Turcului est une commune roumaine du județ de Bacău, située dans la Moldavie occidentale.
La handballeuse Crina Pintea et le handballeur Lucian Vasilache y sont nés.